# СантральИстанбул
СантральИстанбул (тур. Santralİstanbul) — переработанная в музей электростанция «Силяхтарага» (первая электростанция Османской империи, которая с 1914 по 1938 год снабжала город электричеством).
С момента открытия в СантральИстанбул было проведено более 20 национальных и международных выставок. Кроме того, там проводятся различные фестивали, старты, конференции и мероприятия на свежем воздухе, в которых приняли участие многие известные международные художники и мыслители.
В музее часть бывшего оборудования была очищена и приведена в первоначальный вид, в частности, диспетчерский зал.
На первом этаже представлены интерактивные экспозиции, в том числе, демонстрирующие действие электроэнергии. Данная выставка «Энергетическая игровая зона», состоит из 22 экспонатов, включающих в себя образцы, позволяющие создать уникальные магнитные скульптуры, сгенерировать электричество и прочувствовать силу безвредных электрических разрядов на себе.